# Янченки
Я́нченки — село в Україні, у Білопільській міській громаді Сумського району Сумської області. Населення становить 208 осіб. До 2020 орган місцевого самоврядування — Воронівська сільська рада.

## Географія
Село Янченки розташоване біля витоків струмка без назви, який за 2.5 км впадає у річку Вир. На відстані 1.5 км розташоване місто Білопілля, села Цимбалівка та Воронівка.
Поруч пролягає автомобільний шлях Т 1906, та залізниця, найближча станція Білопілля та Торохтяний.

## Історія
За даними на 1864 рік на казеному хуторі Янченків Климівської волості Сумського повіту Харківської губернії мешкало 377 осіб (181 чоловічої статі та 196 — жіночої), налічувалось 30 дворових господарств.
Село постраждало внаслідок геноциду українського народу, проведеного урядом СРСР 1923—1933 та 1946–1947 роках.
12 червня 2020 року, відповідно до розпорядження Кабінету Міністрів України № 723-р «Про визначення адміністративних центрів та затвердження територій територіальних громад Сумської області», село увійшло до складу Білопільської міської громади.
19 липня 2020 року, в результаті адміністративно-територіальної реформи та ліквідації Білопільського району, село увійшло до складу новоутвореного Сумського району.
31 травня 2025 року Начальник Сумської ОВА Олег Григоров підписав розпорядження про обов’язкову евакуацію жителів 11 населених пунктів Сумського району: Горобівка, Штанівка, Воронівка, Янченки, Цимбалівка, Шкуратівка, Кровне, Миколаївка, Руднівка, Спаське, Капітанівка.

## Економіка
- Молочно-товарна ферма.